# بيير ساباتير
بيير ساباتير (بالفرنسية: Pierre Sabatier)‏ هو نحات فرنسي، ولد في 20 مارس 1925 في مولينز، ألير في فرنسا، وتوفي في 3 مايو 2003 في باريس في فرنسا.